# Bitwa pod Kobylanką

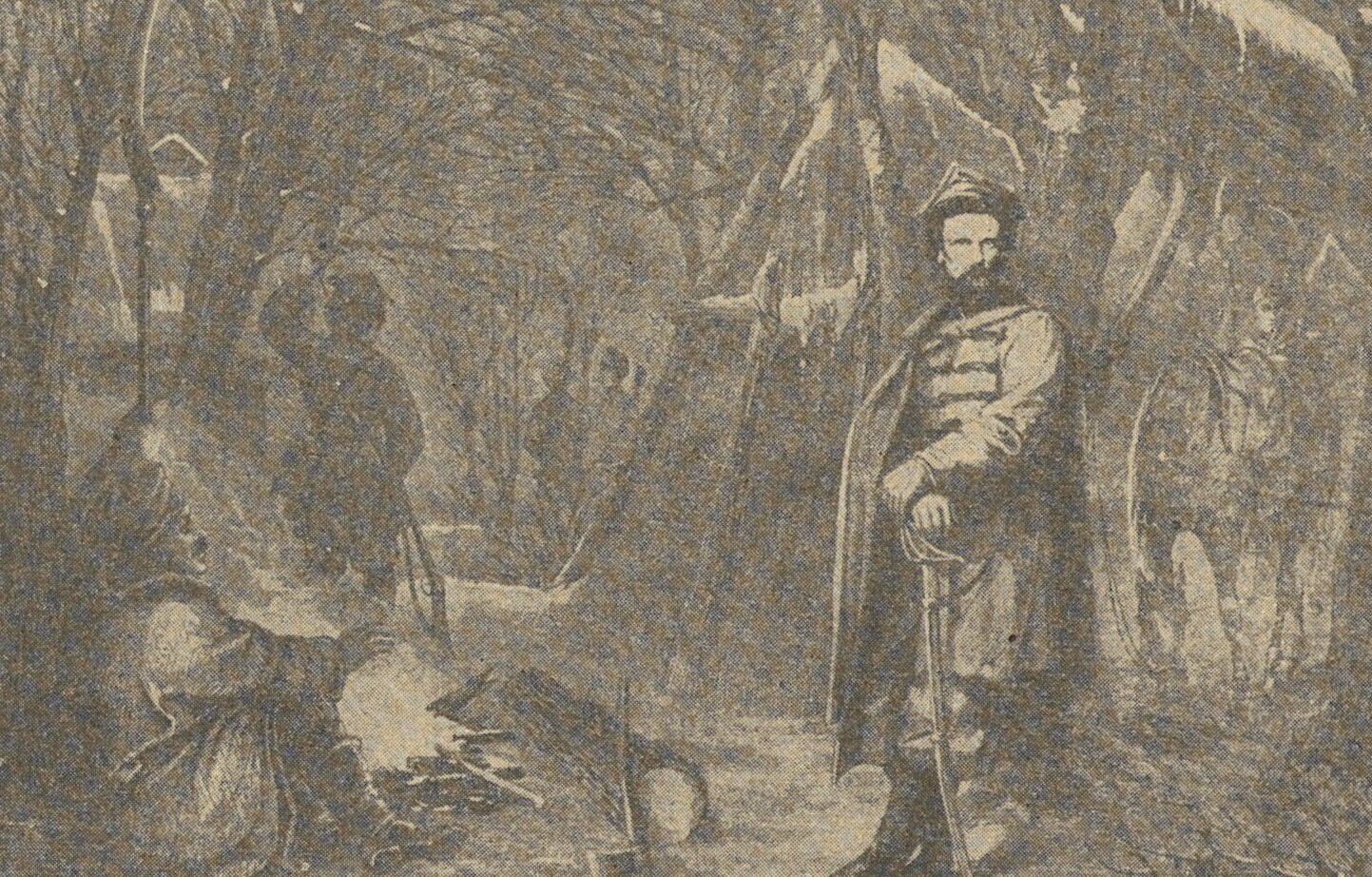
A. Jeziorański przed bitwą pod Kobylanką

Bitwa pod Kobylanką – jedna z bitew powstania styczniowego stoczona w dniach 1 i 6 maja 1863 roku.

## Przebieg

### Pierwsze starcie
28 kwietnia 1863 roku oddział powstańczy dowodzony przez gen. Jeziorańskiego przekroczył granicę rosyjską w okolicach Rudy Różanieckiej. Poinformowany o pojawieniu się powstańców przy granicy z Austrią, wojskowy naczelnik powiatu janowskiego płk Gieorgij Miednikow wysłał 26 kwietnia około godz. 20 przeciwko nim batalion piechoty, pluton ułanów, pluton kozaków i pół sotni straży granicznej oraz dwa działa; łącznie około 1000 żołnierzy. 1 maja rano Rosjanie pod dowództwem mjr. Iwana Sternberga uderzyli w liczący 740 osób, dobrze uzbrojony, lecz posiadający za mało amunicji oddział Jeziorańskiego. Pochód Rosjan zatrzymała kompania kpt. Ignacego Zawadzkiego. Wkrótce prawe skrzydło wroga zaatakowały dwie kompanie pod dowództwem mjr. Ignacego Grudzińskiego, zmuszając Rosjan do odwrotu w kierunku Borowych Młynów.
Według relacji Tomasza Winnickiego oddział powstańczy liczył 332 żołnierzy piechoty, 69  kawalerzystów. A stan amunicji na cały oddział wynosił 5800 ładunków.

### Drugie starcie
Rosjanie nie darowali porażki. Wkrótce wojska rosyjskie wzmocniono czterema kompaniami piechoty mjr. Jakowa Ogolina oraz oddziałem mjr. Iwana Czerniawskiego. Siły rosyjskie liczyły ponad 2000 osób. Gen. Jeziorański również uzupełnił braki amunicji, o których przekonał się wizytujący obóz po ostatnim zwycięstwie książę Adam Sapieha. Dołączyły również do niego dwa pododdziały kawalerii kpt. Alberta Potockiego i Karola Sieniawskiego, a także członkowie rozbitego oddziału Marcina Borelowskiego. Wzmocniono obwarowanie obozu. Wszystkie drogi do obozu zostały zabarykadowane. Problemem pozostawała jednak prawie trzykrotna przewaga wroga.
6 maja rano Rosjanie zaatakowali obóz powstańców z lewego skrzydła. Wkrótce udało im się zepchnąć wojska powstańcze w kierunku głównych umocnień. Jeziorański pchnął w bój posiłki gen. Józefa Śmiechowskiego. Sam Jeziorański wsławił się poprowadzeniem brawurowego ataku na bagnety, zdawszy wcześniej dowództwo gen. Aleksandrowi Waligórskiemu. Podczas bitwy gen. Waligórskiego na krótko zastąpił i dowodził jednym z natarć major hr. Eduard Nyáry.  W godzinach popołudniowych wojska rosyjskie zmuszone zostały do odwrotu.

## Bilans
W pierwszej potyczce straty po stronie Rosjan według źródeł polskich wyniosły ok. 90 ludzi (w tym 23 zabitych), a po stronie Polaków – 5 zabitych i 18 rannych. Druga potyczka okazała się zdecydowanie bardziej krwawa: na polu bitwy poległo 48 powstańców, wielu zostało rannych. W sumie bilans poległych (włączając zmarłych z ran w czasie późniejszym) przekroczył 150 osób. Ucierpiało też wielu oficerów, w tym sam Jeziorański, zginął też syn gen. Waligórskiego – Władysław. Po stronie rosyjskiej oficjalny raport płk. Miednikowa dotyczący drugiego starcia mówił o 25 zabitych i 81 rannych (w tym 3 oficerach), podobnie wielki książę Konstanty pisał do cara o 25 zabitych i 70 rannych (zaznaczając iż prichodiłoś reszitielno szturmowat' ukrieplennyj łagier - carskim żołnierze przyszło nacierać na umocniony obóz). Według źródeł polskich Rosjanie mieli stracić w sumie ok. 400 zabitych, rannych i zaginionych.
Ocenia się, że bitwa pod Kobylanką była jedną z większych bitew powstania styczniowego.

## Upamiętnienie

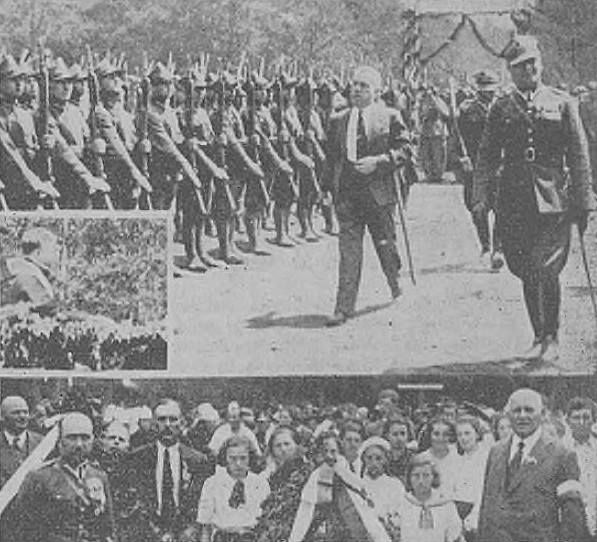
Obchody bitwy pod Kobylanką (1938)

Polegli w bitwie żołnierze polscy i rosyjscy zostali pochowani w dwóch osobnych mogiłach. Na zbiorowej mogile powstańców postawiono dębowy krzyż, gdzie przez lata gromadziła się ludność powiatu cieszanowskiego celem upamiętnienia zrywu. Od 1905 adwokat lwowski dr Emil Parnas podjął starania mające na celu nowe upamiętnienie walczących. Ufundował wykonany z piaskowca pomnik, który w październiku 1907 odsłonięto w lesie pod Kobylanką